# النشيد الغاليكي البرتغالي

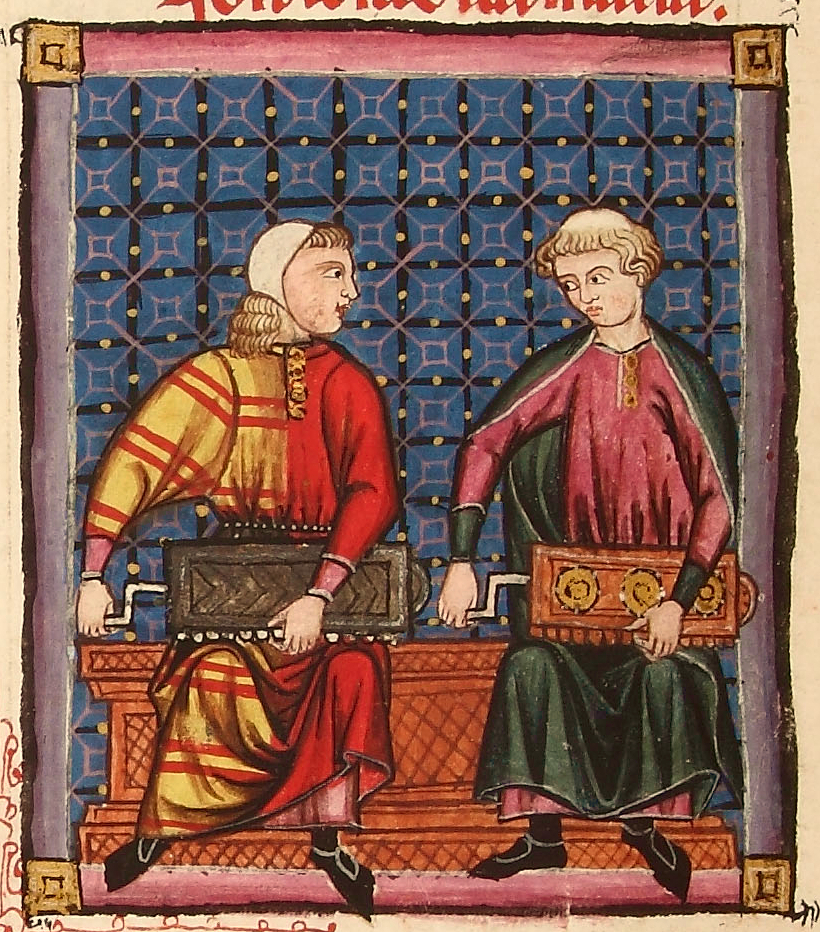

النشيد الغاليكي البرتغالي (الإسبانية cantiga أو cántiga) هو الجنس الأدبي الرائج والمتعارف عليه في الشعر الغاليكي البرتغالي في العصور الوسطى بين القرن الثاني عشر حتى القرن الرابع عشر. وهو شعر نظم التروبادور كلماته وألحانه. أما من كان يعزف هذه الأشعار ويغنيها في الوقت ذاته فهو الحكواتي المتجول وكان يطلق عليه أحياناً تروبادور.
جمعت الأناشيد الغالكية البرتغالية في كتب تحوي مجموعة أغاني وأشعار طروبية، وأشهر هذه المجموعات: أغاني المساعدة وأغاني المكتبة الوطنية في لشبونة وأغاني مكتبة الفاتيكان. وأقدم نشيد عرف من هذا النوع هو "نشيد دا ريبيرينيا"، وتسمى أيضا «أنشودة دا غرافايا». ألّفها بايو سواريس دي تافيروس عام 1189 تقريباً (أو 1198؟).
في العصر الحديث تعني الكلمة نظم شعري يضاف إليها الموسيقى لتصبح أغنية.

## أنواع الأناشيد
- نشيد الأمثال: تحوي أربع فقرات شعرية حسب التفعيلة التالية: أ بي بي أ سي سي أ، أ بي بي أ سي سي بي، أ بي أ بي سي سي أ، أبي أ بي سي سي بي. وتوظف عادة في مواضيع السخرية والحب. يعود أصلها لشعر التروبادور البروفنسالي من جنوب فرنسا. ومن العناصر المميزة لها هو استعمال فقرة شعرية واحدة تتكرر بين عدة فقرات، وتطور هذا الأسلوب ليوظف آخر بيت في الفقرات الشعرية ليعيدنا لإنشاد الفقرة المكررة ذاتها.
- نشيد المعلم: أصولها مهذبة وطريقة نظمها بنائية.

ويشترك النوعان في التقطيعة الشعرية التالية (ثمانية مقاطع أو عشرة مقاطع، بشكل عام) واستخدام القافية الساكنة واستخدام السجع المتوازي.

## المواضيع
فيما يخص مواضيعها فهي تتميز بـ:
- نشيد الحب: يتوجه المنشد بشعره إلى محبوبته.
- نشيد الودّ: تبكي امرأة واقعة في الحب غياب محبوبها.
- نشيد السخرية: ينتقد الشاعر عدوه بقوة والمجتمع الذي يعيش فيه بصورة غير مباشرة مستخدماً ازدواجية المعنى، السخرية... إلخ.
- نشيد اللعنة: تختلف عما سبق أن الشاعر لا يبطن كلامه لأنه يسعى للتعبير عن مشاعر اللوم.

توجد أنواع أخرى من الأناشيد غير أنها نادرة مثل نشيد الأشرار ونشيد المطاردة.